# Римокатоличка црква Свих Светих у Иригу
Римокатоличка црква Свих Светих у Иригу подигнута је 1804. године, а благословена је на дан Свих светих мученика. Црквена администрација почела је радити тек 1812. године, од када се воде самосталне матице, док је жупа је установљена 1817. године. Олтарна слика је рађена 1894. године.

## Историјат
Акција за изградњу католичке цркве почела је 1770. године, када је у Иригу живело 22 католичке породице са 110 чланова, а у касарни је било настањено доста војника католика. Ради тога су царица и жупанија настојали да се подигне католичка црква. Кнез Одескалки није пристајао да се за тако мали број католичког живља гради црква за коју је требало одвојити 8.000 форинти. Да би умирио царицу обећао је да ће румском фратру плаћати 150 форинти плаћати годишње за обављање верских обреда и у Иригу. Жупанија је и даље настојала да се црква ипак подигне и предложила да католици саграде један део цркве, а други војска. Црква ипак није подигнута и због тога су католици отворено избегавали насељавање у Иригу. Тридесет четири године након тога католичко становништво Ирига, Хрвати, Немци и Мађари поново је захтевало да се у иригу подигне католичка црква. 